# Kōjien
Le Kōjien (広辞苑, Grand jardin des mots) est un dictionnaire japonais publié pour la première fois par Iwanami Shoten en 1955. De nombreux locuteurs natifs du japonais considèrent le Kōjien comme le dictionnaire de référence, et des éditoriaux de journaux citent ses définitions fréquemment. En 2007, 11 millions d'exemplaires du dictionnaire avaient été vendus.

## Shinmura Izuru
Le Kōjien était le magnum opus de Shinmura Izuru (1876-1967), professeur de linguistique et de japonais à l'université de Kyoto. Il est né dans la préfecture de Yamaguchi, et fut diplômé de l'université de Tokyo (considérée comme l'élite), où il fut étudiant de Kazutoshi Ueda (上田万年, Ueda Kazutoshi) (1867-1937). Après avoir étudié en Allemagne, Ueda Kazutoshi avait enseigné la linguistique comparée et produit des dictionnaires en langues étrangères à la fin de la période Meiji. Au travers de cet encadrement, Shinmura Izuru s'impliqua dans la lexicographie du japonais. Les éditions du Kōjien publiées après sa mort le créditent encore comme rédacteur en chef.

## Histoire
Les origines du Kōjien se situent durant la Grande Dépression en Asie orientale. En 1930, l'éditeur Shigeo Oka (岡茂雄, Oka Shigeo, 1894-1989) voulait créer un dictionnaire japonais pour les élèves de lycée. Il demanda à son ami Shinmura Izuru d'en être le rédacteur en chef, et ils choisirent comme titre Jien (辞苑, Jardin des mots), allusion classique au Ziyuan (字苑, Jardin des caractères), dictionnaire chinois classique. Shinmura Izuru engagea son fils Shinmura Takeshi (新村猛, Shinmura Takeshi, 1905-1992) comme rédacteur, et en 1935, Hakubunkan (博文館) publia le dictionnaire Jien. Il contenait quelque 160 000 mots vedettes de l'ancien et du nouveau vocabulaire japonais, ainsi que du contenu encyclopédique, et devint rapidement un best-seller. Les rédacteurs commencèrent à travailler sur une édition révisée, mais le bombardement de Tōkyō en 1945 détruisit leur travail. Après la guerre, Shinmura Izuru et son fils recommencèrent leur travail en septembre 1948. Iwanami Shoten publia le premier Kōjien en 1955. 
| Édition | Date de publication | ISBN                     |
| ------- | ------------------- | ------------------------ |
| 1re     | 25 mai 1955         |                          |
| 2e      | 16 mai 1969         |                          |
| 3e      | 6 décembre 1983     |                          |
| 4e      | 15 novembre 1991    | (ISBN 4-00-080101-5)     |
| 5e      | 11 novembre 1998    | (ISBN 4-00-080111-2)     |
| 6e      | 11 janvier 2008     | (ISBN 978-4-00-080121-8) |
| 7e      | 12 janvier 2018     | (ISBN 978-4000801317)    |

La première édition du Kōjien de 1955 comptait environ 200 000 mots vedettes, soit 40 000 de plus environ que le Jien. La 2e édition de 1969 supprima environ 20 000 vieilles entrées et en ajouta approximativement le même nombre, essentiellement des termes scientifiques. Le 1er décembre 1976, un hoteiban (補訂版, « édition révisée et augmentée ») de la deuxième édition était publiée. La troisième édition de 1983 ajouta 12 000 entrées, et fut publiée au format CD-ROM en 1987. Trois éditeurs japonais majeurs ont sorti des nouveaux dictionnaires spécialement destinés à concurrencer le populaire et rentable Kōjien d'Iwanami : le Daijirin (大辞林, Grande forêt de mots, 1988) de Sanseidō, le Daijisen (大辞泉, Grande fontaine de mots, 1988) de Shōgakukan et le japonais Daijiten[pas clair] (日本語大辞典, Grand dictionnaire de japonais, 1989) de Kōdansha. En réponse, la 4e édition du Kōjien (1991) fut une révision majeure ajoutant 15 000 entrées, amenant le total à plus de 220 000 entrées. La version CD-ROM fut publiée en 1993 et une version revue avec des illustrations en couleur (comme le japonais daijiten[pas clair]) en 1996. En 1992, Iwanami publia à la fois une 4e édition au format livre numérique et un pratique Gyakubiki Kōjien (逆引き広辞苑, Dictionnaire Kōjien inversé). La 5e édition de 1998 comprenait plus de 230 000 entrées, et ses 2 996 pages contiennent environ 14 millions de caractères. Iwanami Shoten publie actuellement le Kōjien en divers formats imprimés et numériques, et vend aussi des services d'abonnement au dictionnaire pour des téléphones mobiles et accès web. De nombreux fabricants de dictionnaires électroniques japonais ont pris une licence numérique pour le Kōjien, qui constitue le noyau de nombreux modèles.
La préface d'Izuru Shinmura à la première édition indiquait son espoir de voir le Kōjien devenir un standard par rapport auquel les autres dictionnaires seraient évalués. Cet objectif a été largement rempli : un grand nombre de personnes considèrent le Kōjien comme le dictionnaire de japonais de référence sur le marché. Il reste un best-seller au Japon. Selon Iwanami, la 1re édition du Kōjien s'est vendue à plus d'un million d'exemplaires, et la 5e amène les ventes cumulées à plus de 11 millions en 2000.
La nouvelle 6e édition comprend plus de 10 000 nouvelles entrées, amenant le total à environ 240 000. Il contient également 1 500 citations.

## Caractéristiques lexicographiques
Le Kōjien, comme la plupart des dictionnaires japonais, indique ses entrées en syllabaire hiragana et les classe selon l'ordre gojūon (« 50 sons »). Helen Baroni et David Biallock (2005) décrivent le Kōjien comme un « vieux standard donnant des définitions extensives, des étymologies (à prendre avec précaution), et les usages variés pour les mots, des lieux, des figures historiques et littéraires, et le furigana pour les termes difficiles ou anciens ».
Ce dictionnaire est connu pour inclure des phrases fétiches et  mots à la mode japonais. Ainsi, la 4e édition comprenait « furītā » (フリーター, « travailleur à temps partiel par choix »), venu de deux mots empruntés : « furī » (フリー, « free » de l'anglais comme dans « furīransu » ; フリーランス, « freelance ») et « arubaitā » (アルバイター, « travailleur à temps partiel » de l'allemand Arbeit, « travail »).
Le dictionnaire Kōjien pratiquait une politique de censure avant qu'il ne devienne politiquement correct (voir kotobagari), et omettait les mots tabous comme les termes sexuels ou offensants. Il incluait de l'information encyclopédique sous forme de 2 700 illustrations et cartes, et des mini-biographies de personnalités (étrangers vivants ou décédés, mais seulement décédés pour les Japonais). Les annexes comprenaient des notes sur la grammaire japonaise, des kanjis aux lectures difficiles, les calendriers japonais et grégorien, et une liste des acronymes gairaigo.
Tom Gally (1999) indiquait « le Kōjien est un très bon dictionnaire avec une réputation exceptionnelle. Parce qu'il donne des définitions dans un ordre historique, il est le meilleur choix de volume unique pour ceux qui s'intéressent à l'évolution temporelle  de la signification des mots ». Cependant, il note : « Selon mon expérience de traducteur du japonais contemporain, j'ai trouvé le Kōjien moins utile que le Daijirin. »